# Inđija

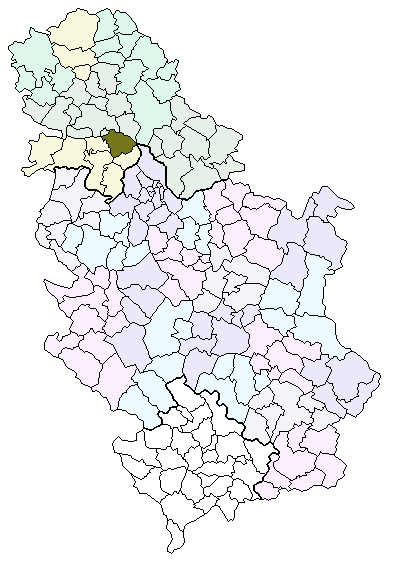
Inđija kommun i Serbien

Inđija (translittererat: Indjija, kyrilliska: Инђија) är en stad i provinsen Vojvodina i Serbien som ligger mellan Belgrad och Novi Sad. Staden har 26 000 invånare (Inđija kommun har 50 000). Vid Inđija går den viktiga motorvägen på E75 som förbinder Belgrad med Budapest.
Inđija är en av de mest utvecklade städerna i Serbien med många utländska investeringar.

## Historia
Första benämningen av Inđija är från 1496 men förmodligen har folk levt i stadens område sen 1455. I byn Slankamen nära Inđija levde kelter redan under bronsåldern. Området tillhörde Romarriket från ca år 10 f. Kr. till 500-talet. Kejsaren Constantius II levde en tid i Slankamen (Acumincum). Gamla gravar visar att slaver bosatte sig i området senast på 1000-talet och det tillhörde det serbiska medeltida riket.
Under tiden då Inđija var ockuperat av det Osmanska riket var de flesta invånare serber. Staden låg då något mer norrut än idag. Först år 1746 grundades dagens Inđija och då fanns det 60 hushåll i staden. Fram till 1791 hade antalet hushåll ökat till 122 och invånarantalet var 1 024. På 1800-talet, då staden var en del av Österrike-Ungern, flyttade tyskar, tjecker och ungrare in till Inđija. År 1883 kom järnvägen till byn vilket ledde till att Inđija blev en knutpunkt mellan Belgrad och Zagreb samt Belgrad och Subotica. Ungefär samtidigt påbörjades industrialiseringen.
Före andra världskriget hade Inđija, då en del av Jugoslavien, 7 900 invånare, av vilka 5 900 var etniska tyskar. Staden var då en av de mest utvecklade i Vojvodina och ett kulturellt centrum för tyskar i Srem. Idag är 85 procent av befolkningen serbisk.

## Orter
Följande orter ligger i Inđija kommun:
- Beška (Бешка)
- Čortanovci (Чортановци)
- Jarkovci (Јарковци)
- Krčedin (Крчедин)
- Ljukovo (Љуково)
- Maradik (Марадик)
- Novi Karlovci (Нови Карловци)
- Novi Slankamen (Нови Сланкамен)
- Slankamenački Vinogradi (Сланкаменачки Виногради)
- Stari Slankamen (Стари Сланкамен)

## Galleri

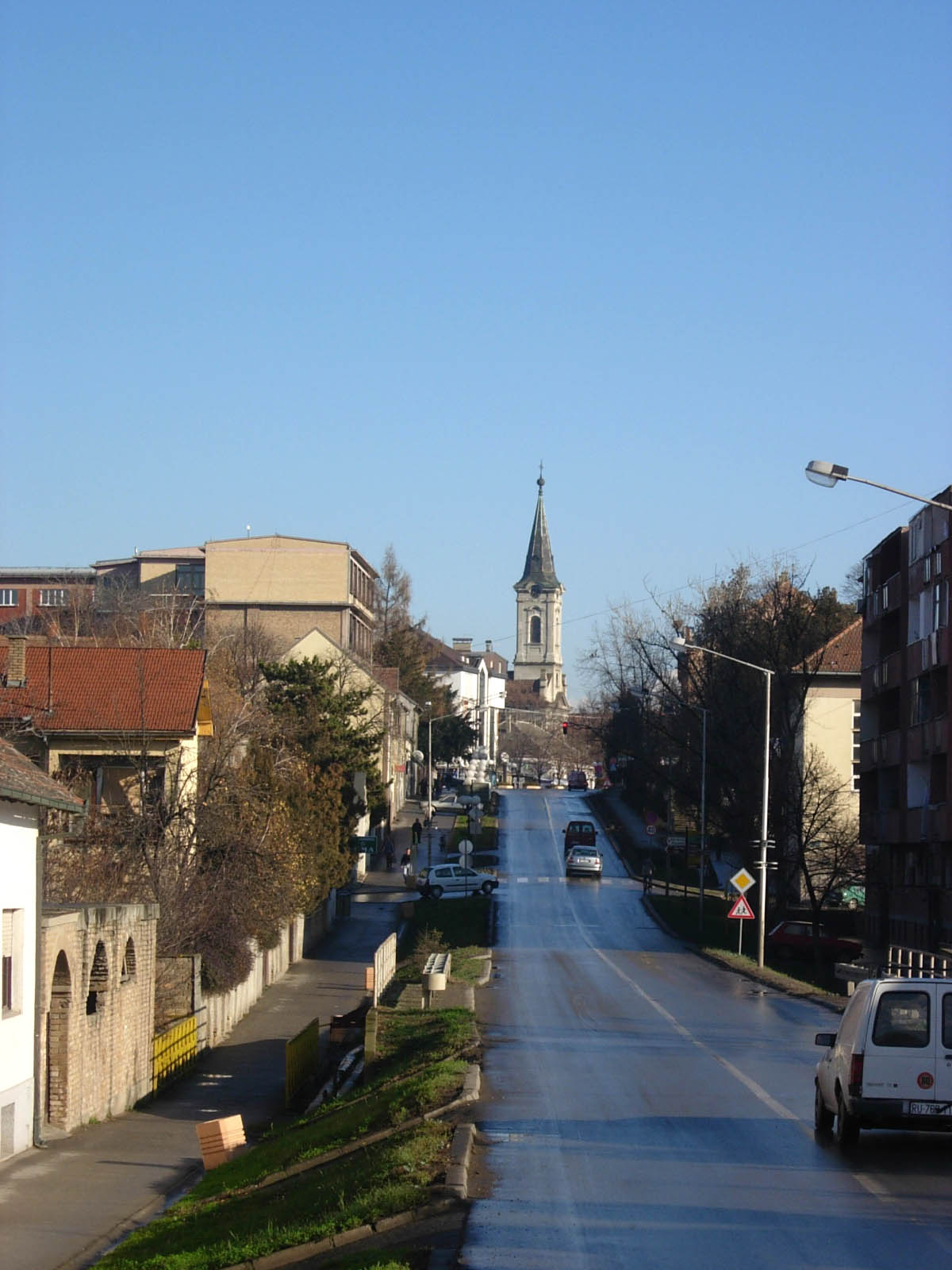
Centrala Inđija med katolska kyrkan i bakgrunden
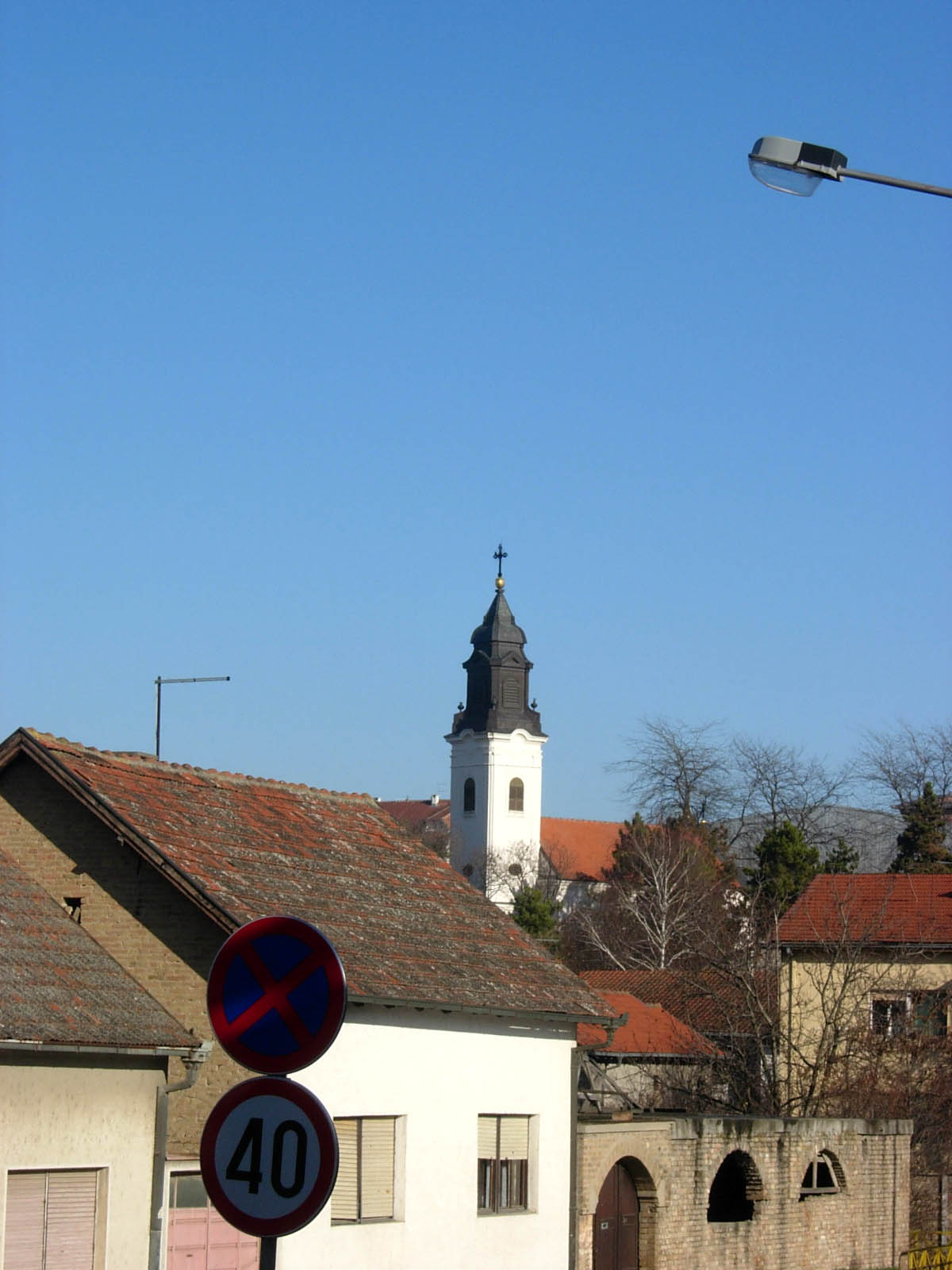
Gamla ortodoxa kyrkan i Inđija
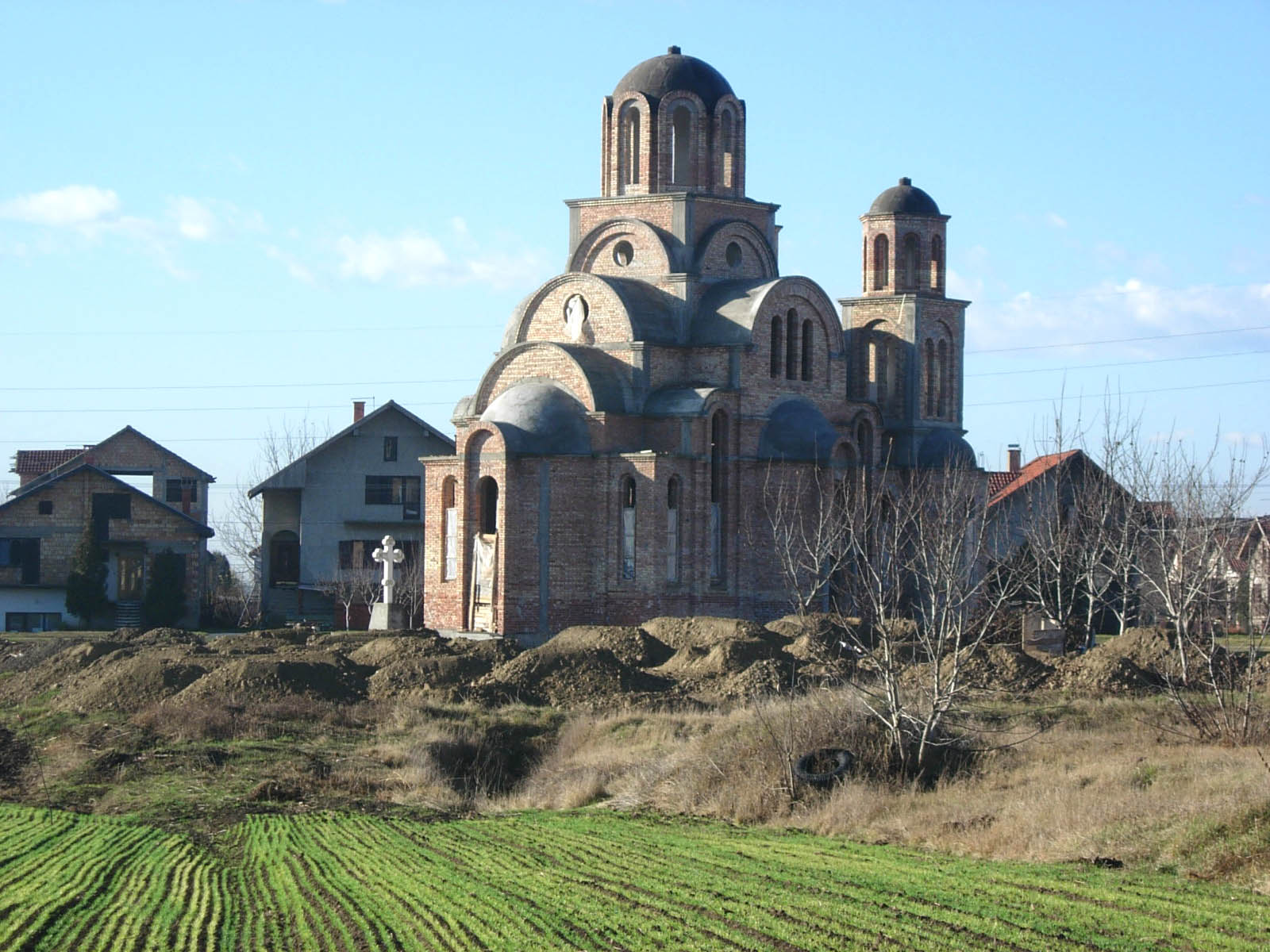
Nybyggd ortodox kyrka i Inđija
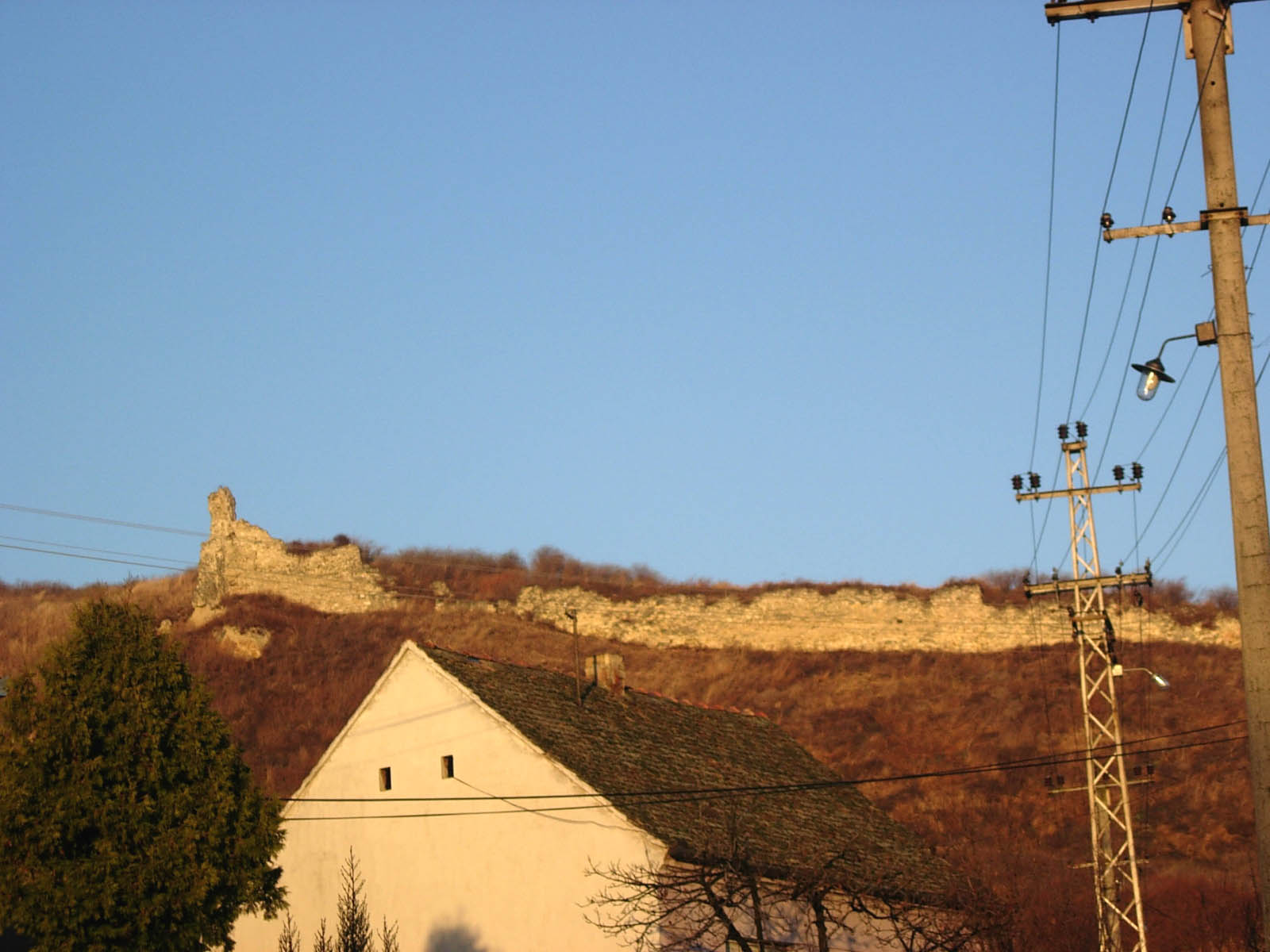
Ruiner från den medeltida borgen i Slankamen